# Mięsień kruczo-ramienny

Mięsień kruczo-ramienny

Mięsień kruczo-ramienny (łac. musculus coracobrachialis) – w anatomii człowieka najmniejszy mięsień grupy przedniej mięśni ramienia, położony w jamie pachowej. Przyczep proksymalny znajduje się na wyrostku kruczym łopatki. Dodatkowo zrasta się z głową krótką mięśnia dwugłowego ramienia i ścięgnem mięśnia piersiowego mniejszego. Przyczep dystalny zlokalizowany jest w połowie długości kości ramiennej na powierzchni przedniej przyśrodkowej. Unaczyniony jest przez tętnice okalające ramię, a unerwiony przez nerw mięśniowo-skórny (przebijający go) oraz pojedyncze włókna od pęczka bocznego splotu ramiennego.
Mięsień ten zgina ramię w stawie ramiennym, przywodzi je i obraca (do wewnątrz lub na zewnątrz w zależności od położenia).